# North Inishowen Coast SAC
North Inishowen Coast SAC este o arie protejată (sit de importanță comunitară — SCI) din Irlanda întinsă pe o suprafață de 7.066,04 ha, integral pe uscat.

## Localizare
Centrul sitului North Inishowen Coast SAC este situat la coordonatele 55°18′09″N 7°19′31″W / 55.302565°N 7.325237°V.

## Înființare
Situl North Inishowen Coast SAC a fost declarat sit de importanță comunitară în iunie 1999 pentru a proteja 24 de specii de animale.

## Biodiversitate
Situată în ecoregiunea atlantică, aria protejată conține 6 habitate naturale: Terase mlăștinoase și terase nisipoase neacoperite de apă la reflux, Vegetație perenă pe țărmurile stâncoase, Faleze cu vegetație de pe coastele atlantice și baltice, Dune de coastă fixe cu vegetație erbacee („dune gri”), Machair (* habitat specific irlandez), Pajiști uscate europene.
La baza desemnării sitului se află mai multe specii protejate:
- păsări (22): alca (Alca torda), rață fluierătoare (Anas penelope), rață mare (Anas platyrhynchos), Branta bernicla, Branta leucopsis, fugaci de țărm (Calidris alpina), prundaș gulerat mare (Charadrius hiaticula), șoim călător (Falco peregrinus), Fulmarus glacialis, becațină comună (Gallinago gallinago), scoicar (Haematopus ostralegus), pescăruș sur (Larus canus), ferestrașul mare (Mergus merganser), culic mare (Numenius arquata), cormoran mare (Phalacrocorax carbo), Pyrrhocorax pyrrhocorax, Rissa tridactyla, călifar alb (Tadorna tadorna), fluierar cu picioare verzi (Tringa nebularia), fluierarul cu picioare roșii (Tringa totanus), Uria aalge, nagâț (Vanellus vanellus)
- mamifere (1): vidră de râu (Lutra lutra)
- nevertebrate (1): Vertigo angustior

Pe lângă speciile protejate, pe teritoriul sitului au mai fost identificate 6 specii de plante, 6 specii de păsări.